# Pablo Zabaleta
Pablo Zabaleta, né le 16 janvier 1985 à Buenos Aires, est un footballeur international argentin qui joue au poste d'arrière droit. Il est actuellement l'adjoint de Sylvinho, entraîneur de l'équipe d'Albanie.
Il a participé en 2003 au mondial des moins de 20 ans où il est nommé capitaine de l’équipe d’Argentine (battue en demi-finale par le Brésil).

## Biographie

### Carrière en club

#### San Lorenzo (2002-2005)
Après avoir connu ses débuts professionnels dans son pays natal sous les couleurs de San Lorenzo de 2002 à 2005, il part pour le Vieux Continent, à savoir l'Europe.

#### Espanyol de Barcelone (2005-2008)
Il rejoint le continent européen et signe en faveur de l'Espanyol de Barcelone. Titulaire important dans l'équipe espagnole, il commence à être reconnu et est appelé en sélection nationale pour la première fois en 2005. La saison suivante, il gagne une coupe d'Espagne.

#### Manchester City (2008-2017)
En 2008, il arrive chez les Citizens de Manchester City.
Joueur Polyvalent, Pablo Zabaleta est un titulaire indiscutable au poste d'arrière droit. Il bloque ainsi l'éclosion du jeune Micah Richards. Zabaleta est un défenseur complet qui sait aussi se montrer offensif. 
Lors de la saison 2013-2014, il réalise une saison pleine avec Manchester City en remportant la Premier League et, avec l'Argentine, en arrivant en finale de la Coupe du monde en ayant joué tous les matchs, mais où il perd 1-0 face à l'Allemagne. Il est alors considéré cette année-là comme l'un des meilleurs joueurs à son poste.

#### West Ham United (2017-2020)
Le 26 mai 2017, le lendemain de son départ de Manchester City, il rejoint West Ham pour une durée de deux ans.
Il annonce sa retraite le 16 octobre 2020.

## Statistiques
| Saison                | Club                  | Championnat           | Championnat | Championnat | Coupe nationale | Coupe nationale | Coupe de la Ligue | Coupe de la Ligue | Supercoupe | Supercoupe | Compétition(s) continentale(s) | Compétition(s) continentale(s) | Compétition(s) continentale(s) | Total | Total |
| Saison                | Club                  | Division              | M.          | B.          | M.              | B.              | M.                | B.                | M.         | B.         | Comp.                          | M.                             | B.                             | M.    | B.    |
| 2002-2003             | CA San Lorenzo        | 1+1                   | 11          | 0           | -               | -               | -                 | -                 | -          | -          | CS                             | 1                              | 0                              | 12    | 0     |
| 2003-2004             | CA San Lorenzo        | 1+1                   | 27          | 3           | -               | -               | -                 | -                 | -          | -          | CS                             | 3                              | 0                              | 30    | 3     |
| 2004-2005             | CA San Lorenzo        | 1+1                   | 28          | 5           | -               | -               | -                 | -                 | -          | -          | CS+CL                          | 4+5                            | 0+0                            | 37    | 5     |
| Sous-total            | Sous-total            | Sous-total            | 66          | 8           | 0               | 0               | 0                 | 0                 | 0          | 0          | -                              | 13                             | 0                              | 79    | 8     |
| 2005-2006             | RCD Espanyol          | 1                     | 27          | 2           | 5               | 0               | -                 | -                 | -          | -          | C3                             | 7                              | 0                              | 39    | 2     |
| 2006-2007             | RCD Espanyol          | 1                     | 21          | 0           | 1               | 0               | -                 | -                 | 2          | 0          | C3                             | 9                              | 0                              | 33    | 0     |
| 2007-2008             | RCD Espanyol          | 1                     | 32          | 1           | 4               | 0               | -                 | -                 | -          | -          | -                              | -                              | -                              | 36    | 1     |
| Sous-total            | Sous-total            | Sous-total            | 80          | 3           | 10              | 0               | 0                 | 0                 | 0          | 0          | -                              | 16                             | 0                              | 106   | 3     |
| 2008-2009             | Manchester City FC    | 1                     | 29          | 1           | 1               | 0               | 1                 | 0                 | -          | -          | C3                             | 11                             | 0                              | 42    | 1     |
| 2009-2010             | Manchester City FC    | 1                     | 27          | 0           | 4               | 0               | 4                 | 0                 | -          | -          | -                              | -                              | -                              | 35    | 0     |
| 2010-2011             | Manchester City FC    | 1                     | 26          | 2           | 7               | 0               | 1                 | 0                 | -          | -          | C3                             | 11                             | 0                              | 45    | 2     |
| 2011-2012             | Manchester City FC    | 1                     | 21          | 1           | 1               | 0               | 4                 | 0                 | 0          | 0          | C1+C3                          | 4+1                            | 0+0                            | 31    | 1     |
| 2012-2013             | Manchester City FC    | 1                     | 30          | 2           | 6               | 1               | 0                 | 0                 | 1          | 0          | C1                             | 5                              | 0                              | 42    | 3     |
| 2013-2014             | Manchester City FC    | 1                     | 35          | 1           | 3               | 0               | 4                 | 0                 | -          | -          | C1                             | 6                              | 0                              | 48    | 1     |
| 2014-2015             | Manchester City FC    | 1                     | 29          | 1           | 1               | 0               | 0                 | 0                 | 0          | 0          | C1                             | 6                              | 1                              | 36    | 2     |
| 2015-2016             | Manchester City FC    | 1                     | 13          | 0           | 3               | 0               | 3                 | 0                 | -          | -          | C1                             | 3                              | 0                              | 22    | 0     |
| 2016-2017             | Manchester City FC    | 1                     | 20          | 1           | 4               | 1               | 1                 | 0                 | -          | -          | C1                             | 7                              | 0                              | 32    | 2     |
| Sous-total            | Sous-total            | Sous-total            | 230         | 9           | 30              | 2               | 18                | 0                 | 1          | 0          | -                              | 54                             | 1                              | 333   | 12    |
| 2017-2018             | West Ham United FC    | 1                     | 37          | 0           | 2               | 0               | 0                 | 0                 | -          | -          | -                              | -                              | -                              | 39    | 0     |
| 2018-2019             | West Ham United FC    | 1                     | 26          | 0           | 0               | 0               | 1                 | 0                 | -          | -          | -                              | -                              | -                              | 27    | 0     |
| 2019-2020             | West Ham United FC    | 1                     | 10          | 0           | 1               | 0               | 2                 | 0                 | -          | -          | -                              | -                              | -                              | 13    | 0     |
| Sous-total            | Sous-total            | Sous-total            | 73          | 0           | 3               | 0               | 3                 | 0                 | 0          | 0          | -                              | 0                              | 0                              | 79    | 0     |
| Total sur la carrière | Total sur la carrière | Total sur la carrière | 413         | 20          | 42              | 2               | 18                | 0                 | 3          | 0          | -                              | 83                             | 1                              | 559   | 23    |

## Palmarès

### En club
Il remporte son premier titre en club sous les couleurs de l'Espanyol Barcelone avec une coupe d'Espagne en 2006, il est ensuite finaliste de la Coupe de l'UEFA l'année suivante.
Avec Manchester City, il est champion d'Angleterre à deux reprises en  2012 et en 2014. Il remporte la coupe d'Angleterre en  2011 et la coupe de la ligue à deux reprises en  2014 et en 2016.

### En sélection
Argentine -20 ans
- Coupe du monde (1): 2005

Argentine -23 ans
- Jeux Olympiques (1): 2008